# 第一紙行
株式会社第一紙行（だいいちしこう）とは、京都市中京区にある広告・企画・デザイン会社である。
流通業向けの広告に強い京都の老舗広告会社だが、最大の得意先であるマイカルの経営破綻に連鎖して、2001年9月19日、民事再生法の適用を申請した。負債額約70億円。
その後、日本政策投資銀行、第一勧業銀行のDIPファイナンスを受けて、事業の再建に成功。2005年8月19日、京都地方裁判所より、民事再生手続終結の認可決定を受けた。
2008年4月15日 日本政策投資銀行、南都銀行、みずほ銀行の三行協調によるEXITファイナンスの適用を受け、再生債務の一括繰上弁済を実行。再生手続終了。現在の代表取締役社長は金子道宏。

## 事業所
本社（京都市中京区）、東京支店（東京都中央区）、名古屋支店（名古屋市西区）、九州支店（福岡市博多区）、仙台支店（仙台市青葉区）

## 沿革
- 1946年2月 創業
- 1949年10月 設立
- 2001年9月 民事再生手続き申請
- 2005年8月 民事再生手続終結の認可

## 関連事項
- 鳥山明 - 地元の名古屋支店にデザイナーとして採用された[1]。在籍期間は1974年4月〜1977年1月。